# Poslijediplomsko obrazovanje
Poslijediplomsko obrazovanje obuhvaća posljednju, treću razinu visokog obrazovanja po završetku koje se stječe, ovisno o vrsti studija, akademski stupanj doktora znanosti ili umjetnosti odnosno specijalista.
Nastava poslijediplomskog obrazovanja u pravilu se izvodi na sveučilištu.
Trajanje poslijediplomskih doktorskih studija obično iznosi tri godine, a poslijediplomskog specijalističkog studija obično godinu dana.

## Više informacija
- visoko obrazovanje
- doktorat
- doktorand
- stručna specijalizacija